# Lata 80. XIX wieku
Lata 80. XIX wieku
Stulecia: XVIII wiek ~ XIX wiek ~ XX wiek
Dziesięciolecia: 1830–1839 « 1840–1849 « 1850–1859 « 1860–1869 « 1870–1879 « 1880–1889 » 1890–1899 »1900–1909 » 1910–1919 » 1920–1929 » 1930–1939
Lata: 1880 • 1881 • 1882 • 1883 • 1884 • 1885 • 1886 • 1887 • 1888 • 1889

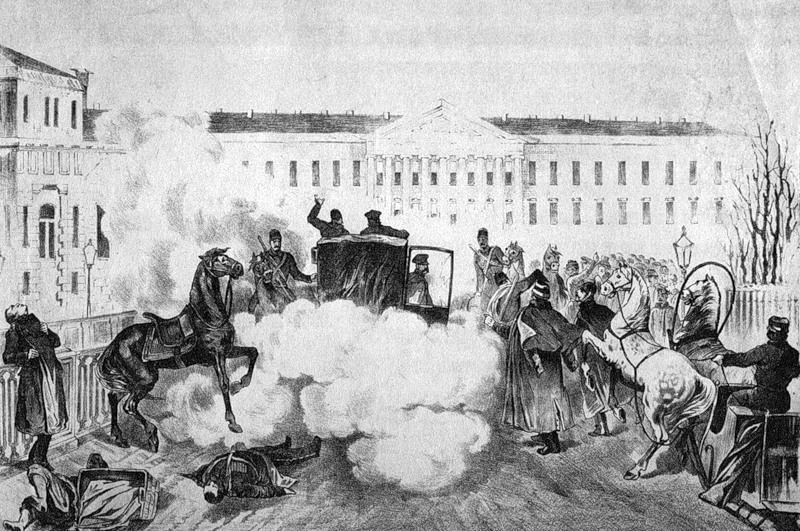
Zamach na cara Rosji Aleksandra II Romanowa

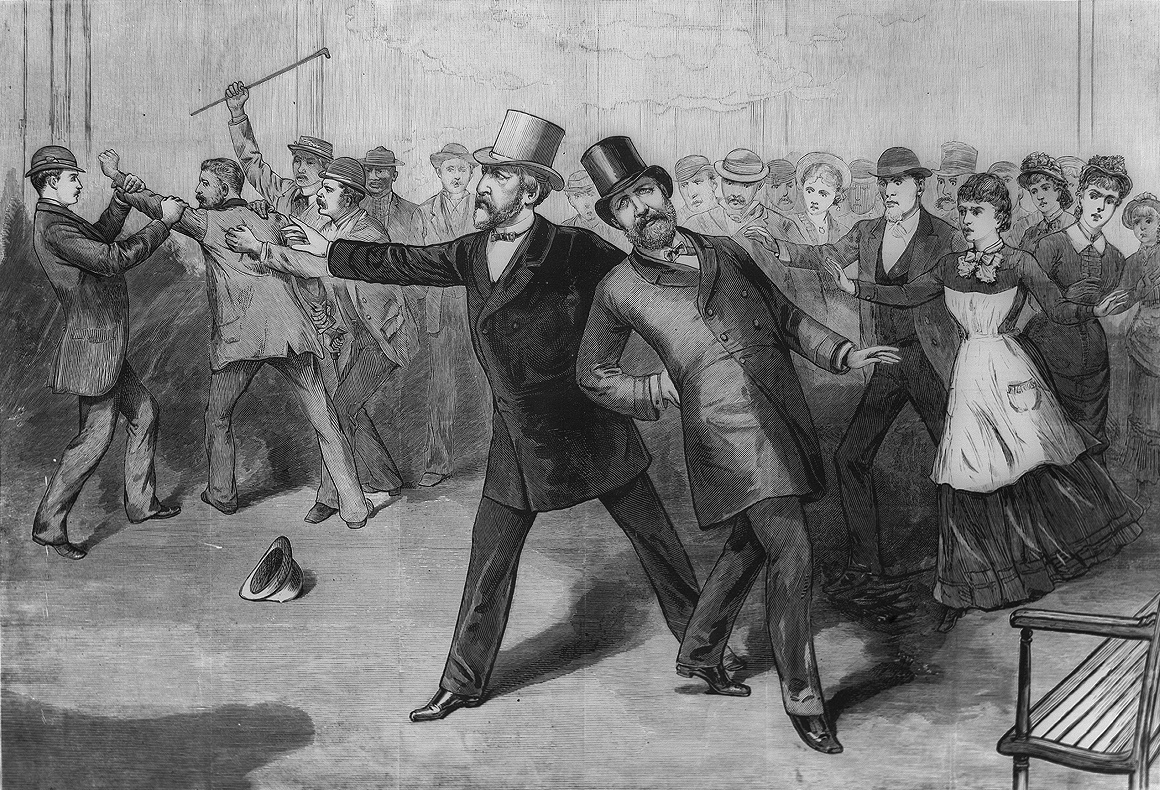
Zamach na prezydenta USA Jamesa Garfielda

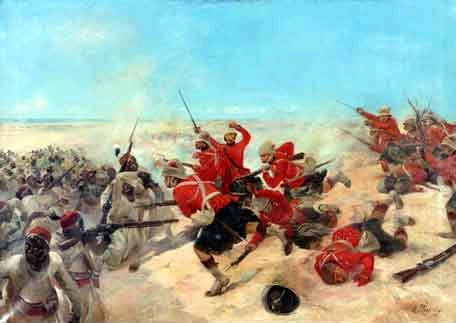
Wojna brytyjsko-egipska (1882)

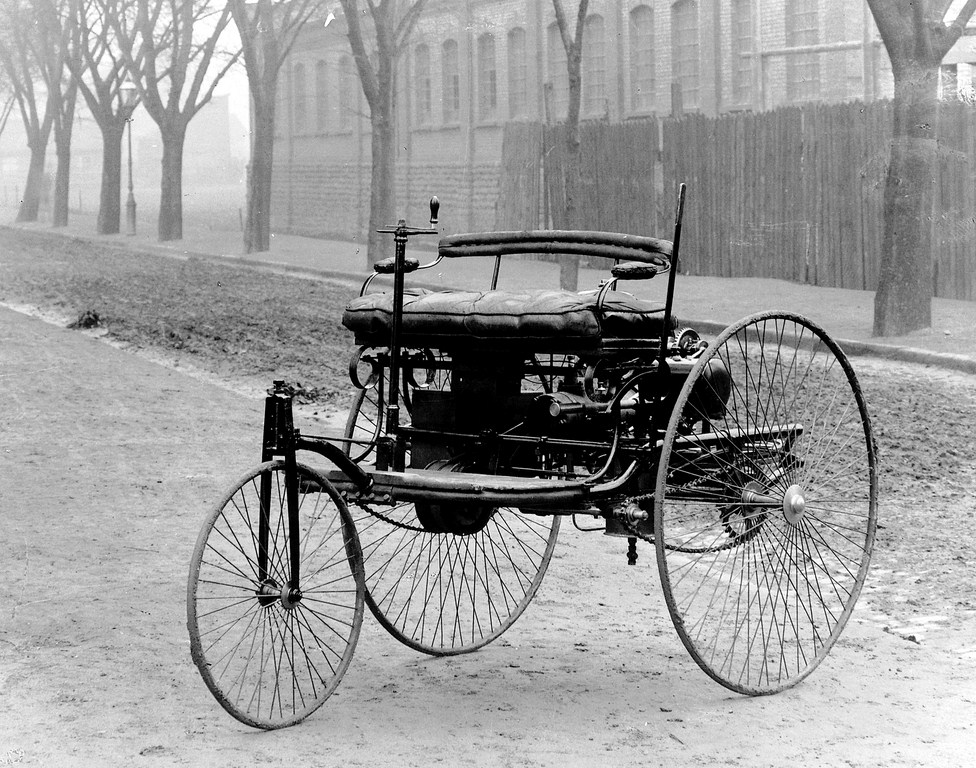
pierwszy pojazd z silnikiem spalinowym i elektrycznym zapłonem, zaprezentowany po raz pierwszy 3 lipca 1886 roku przy ulicy Ringstraße w Mannheim

## Wydarzenia
- Ignacy Hryniewiecki dokonał zamachu na życie cara Rosji Aleksandra II Romanowa.
- Zamach na prezydenta Stanów Zjednoczonych Jamesa Garfielda.
- Wojna brytyjsko-egipska (1882)
- Powstanie Trójprzymierza.
- Samobójstwo arcyksięcia Rudolfa w Mayerlingu.
- Powstanie Mahdiego.
- Koniec Cesarstwa Brazylii.
- Robert Koch wyodrębnił prątka gruźlicy.
- Ukończenie budowy wieży Eiffla w Paryżu.
- Skroplenie tlenu i azotu przez Zygmunta Wróblewskiego i Karola Olszewskiego.
- Erupcja wulkanu Krakatau, jedna z najsilniejszych w czasach historycznych.
- Początek produkcji Coca-Coli.
- Początek Odrodzenia Irlandzkiego w literaturze.

## Politycy i władcy
- Franciszek Józef I
- Otto von Bismarck
- Wilhelm I Hohenzollern
- Wilhelm II Hohenzollern
- Aleksander II Romanow
- Aleksander III Romanow
- James Garfield
- Rutherford Hayes
- Chester Arthur
- Grover Cleveland
- Benjamin Harrison
- Humbert I
- Leon XIII
- Mark Twain
- Arthur Conan Doyle
- Heinrich Hertz